# 列昂尼德·尼古拉耶维奇·安德列耶夫
列昂尼德·尼古拉耶维奇·安德列耶夫（俄語：Леони́д Никола́евич Андре́ев，1871年8月21日—1919年9月12日），又稱安特莱夫，俄国小说家，剧作家。他早期的作品继承了陀思妥耶夫斯基和契诃夫的传统，描写现实生活中的小人物的心理。而在后期的《红笑》、《七个被绞死的人》中，则放弃传统叙事手法，具有浓重的象征主义和表现主义色彩。

## 生平

### 早年
安德列耶夫生于俄罗斯帝国奥廖尔的一个小官吏家庭。1882年到1889年在奥廖尔男子高中就读。对于俄语语法、修辞，以及拉丁语与希腊语这些当时学校的主要课程，安德列耶夫不感兴趣。他的回忆说“我很喜欢美国，也许是因为库柏和梅恩·里德是我童年中阅读最多的作家，我一直在计划着前往美国。”随着年龄增大，他广泛地进行阅读，接触到了叔本华和哈特曼的哲学著作，并受到了托尔斯泰主义的影响。
1889年他的父亲因脑溢血猝然去世，安德列耶夫家顿时陷入贫困中。此时的他又正逢高中毕业，进入圣彼得堡国立大学。学费的沉重负担加之没有出版社欣赏他写的东西让安德列耶夫时常几天吃不上饭，乃至于试图自杀，并开始酗酒。一年后他转入莫斯科大学学习法律，经济情况有所好转，同时他开始利用从小就有的兴趣——绘画来挣钱。1897年他通过了大学毕业考试，有了担任助理律师的资格，但他很快发现自己没有法律方面的天赋，常在案子中出错。而在另一方面，他兼任的报道日常案件的任务却让他引起了公众的注意。

### 进入文学圈

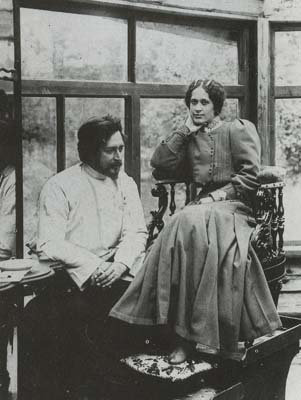
安德列耶夫和他的妻子

1898年他的第一个短篇故事《巴尔加莫特和加拉西卡》发表在莫斯科的《信使》报上，引起了已小有名气的马克西姆·高尔基的注意，他写信鼓励安德列耶夫坚持文学创作。安德列耶夫从此和高尔基建立了持久的友谊，他曾回忆说：“高尔基是第一个认真对待我的小说的人，在之后很多年的通信中，高尔基给我了最真诚、最聪明和非常友好的建议”。1899年通过高尔基，安德列耶夫加入了文学团体“斯列达”（意为“星期三”），结识了绥拉菲莫维奇和蒲宁等作家，但他孤独的性格和悲观怀疑的思维方式让他和其他作家格格不入。1901年高尔基主持的《知识丛刊》丛书中收入了安德列耶夫的第一部短篇故事与短篇小说集子，其中的小说取材现实，情节动人，很快就销售一空，使安德列耶夫成为一颗文学新星，以致作家梅列日科夫斯基曾给编辑部写信问到“这个安德列耶夫是契诃夫还是高尔基的化名？”。
1902年安德列耶夫发表了《雾中》和《深渊》两篇小说，小说中明显的悲观怀疑气氛和作者冷峻分析的风格显示着安德列耶夫开始形成了自己的特色。契诃夫在给安德列耶夫的信中对《雾中》的冷静叙述风格表示赞扬。同年他和喜欢文学的亚历山德拉·米哈伊罗夫娜结婚，妻子为他的文学创作提出很多好的建议，也让他孤独忧郁，时而会陷入酗酒与自杀的情绪安宁下来。安德列耶夫其后继续创作了一些中短篇小说如《瓦西里·菲维耶斯基的一生》（1903）等，这些作品为他引来了争议，思想保守者认为他是在号召革命，而马克思主义者如卢那察尔斯基则攻击他的作品反人道主义。

### 后期创作

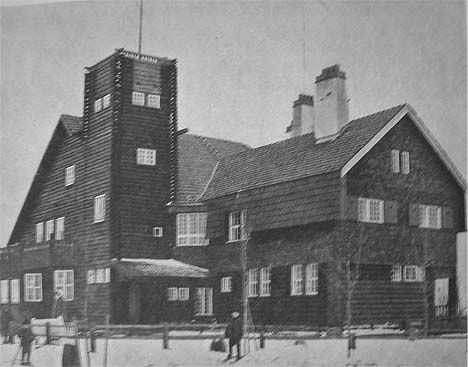
安德列耶夫客居芬兰时的房屋

俄国在日俄战争中的失败不断传回欧洲，从报纸上读到这些消息让安德列耶夫受到很深的刺激。他从1904年年底开始创作名作《红笑》，1905年发表。在1905年俄国革命期间，安德列耶夫积极参与社会和政治辩论，发表激进的演讲，坚定的支持民主理想，并将自己的家提供给社会民主工党开会用，为此他被捕入狱半个月，之后到德国避难。
在德国期间他发表了剧本《向星星》和小说《总督大人》均以描绘革命者的不屈为主题。他还完成了从1905年就开始创作的象征主义戏剧《人的生活》。1906年年底，他的妻子生下了他们的第二个孩子,后来也成为作家的丹尼尔·安德利耶夫,却因产后热去世，这让安德列耶夫陷入难以自拔的悲痛之中。正在意大利卡普里岛疗养的高尔基闻讯邀请安德列耶夫来和自己住，但两人很快因为对革命的态度不同和性格不合彼此疏远。
1907年安德列耶夫回到俄国，参加了《野蔷薇》杂志的活动，发表了根据在卡普里亚岛听到的故事创作的小说《黑暗》。在安德列耶夫和高尔基疏远的同时，他和索洛古勃建立了友谊。1908年他和安娜·埃尔因尼奇娜·丹尼塞维奇结婚，客居距离圣彼得堡不远的芬兰大公国小镇沃尔迈苏（今属俄罗斯），很少回到俄国。同年他发表了另一篇代表作《七个被绞死的人》。1912年发表了自己篇幅最大的一部中篇小说《萨什卡·日古列夫》描写了1905年俄国革命时的农民革命斗争。

### 一战爆发到去世
1914年一战爆发之后，安德列耶夫出于爱国热情，积极支持俄国参战。还曾写过剧本《比利时的不幸》，讴歌比利时反抗入侵的精神。1915年他创作了自己影响最大的剧本《挨了耳光的人》。1916年他成为《俄罗斯意志》的文学栏目的主编，曾撰文支持1917年的二月革命，但对之后的十月革命不满。
安德列耶夫在十月革命爆发后不久，就前往了自己在芬兰的居所。1917年底俄罗斯承认了芬兰独立，安德列耶夫一下子成了侨民。1919年他写了《SOS！》，认为布尔什维克掌权会带来灾难，呼吁英法应进行干预，不要忘了苦难中的俄罗斯人民。他还计划到美国进行演讲寻求美国的支持。同年9月他因心肌梗塞去世，留下未完成的遗作《撒旦日记》。1956年被迁葬于圣彼得堡的沃尔科沃公墓，和屠格涅夫、冈察洛夫等名作家为邻。1991年他出生的地方建成安德列耶夫博物馆。

## 评价与影响
当时的评论家多认为安德列耶夫成功塑造了恐怖悲惨的氛围，但缺少现实感和力度，列夫·托尔斯泰曾评价说：“安德列耶夫总是在试着吓人，但我已经不怕了。”高尔基对安德列耶夫的早逝感到十分悲痛，为他组织了追思会，在会上发表演讲称“毕竟他是一个想到就能做到的人,一个在追求真理过程中非常罕见的、具有绝顶才华和足够勇气的人。”。由于安德列耶夫的反十月革命的立场，斯大林时代他的作品无法出版，直到解冻时期他的作品才又流行起来。
鲁迅也受过安德列耶夫的影响，曾翻译过安德利耶夫（鲁迅将其译成安特来夫）的几篇小说，并称“安特来夫的创作里，又都含着严肃的现实性以及深刻和纤细，使象征印象主义与写实主义相调和。”还在《中国新文学大系小说二集》的序言中特别提到“《药》的收束，也分明的留着安特莱夫（L.Andreev）式的阴冷”。

## 主要作品

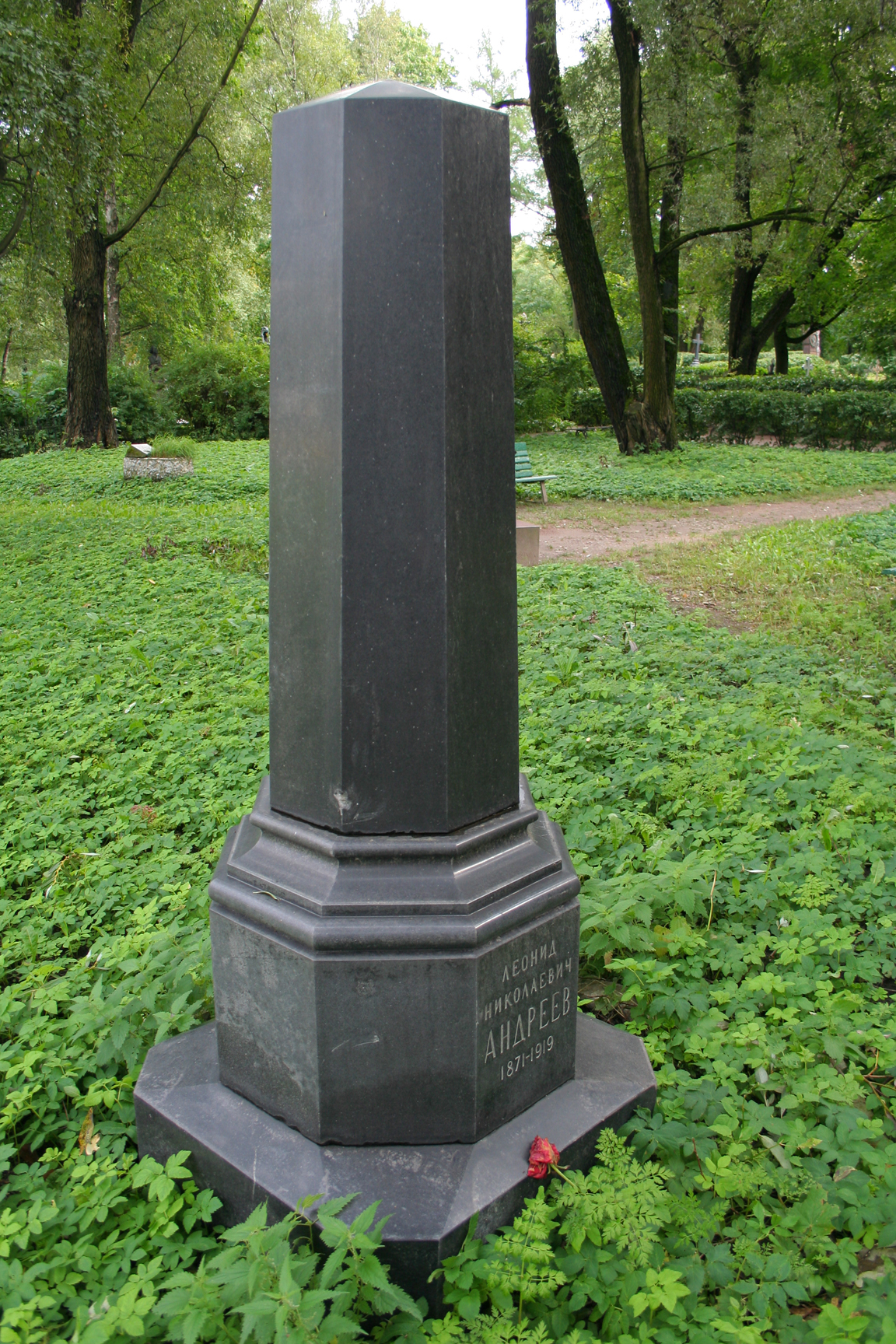
沃尔科沃公墓中的安德列耶夫墓碑

### 小说
- 《巴尔加莫特和加拉西卡》(1898年)
- 《雾中》（1902）
- 《深渊》（1902）
- 《瓦西里·菲维耶斯基的一生》（1903年），描述了一位笃信上帝的神父历经磨难和厄运的生活。
- 《红笑》（1905年）创作于1904年末，作为“纪念契诃夫”的作品发表。在创作这部小说时，安德列耶夫采用了与传统小说不同的叙事手法,用一些片断和碎片拼凑了一个看似无序的整体,其间充斥着主人公梦魇般的心理活动及略带通感色彩的恐怖景象[5]。
- 《总督大人》（1905年）
- 《七个被绞死的人》（1908）以明朗欢快的调子刻画了七位被判处绞刑的革命者在狱中法庭上和绞刑架前的孤独阴郁的心理状态，表达了出于人道主义立场反对死刑与暴力的主题。他将这部作品献给托尔斯泰，托翁则回信认为作品是“真诚的”。
- 《萨什卡·日古列夫》（1911-1912年）
- 《两封信》（1916年）
- 《SOS！》（1917年）
- 《撒旦日记》（1919年）未完成的遗作。

### 剧本
- 《向往星星》（1906年）
- 《人的生活》（1907年）发表后被斯坦尼斯拉夫斯基搬上了莫斯科艺术剧院的舞台，梅耶荷德也在圣彼得堡上演该剧。
- 《比利时的不幸》（1914）
- 《挨耳光的人》（1915年），1924年被改编成很受欢迎的电影